# Potentilla pectinisecta
Potentilla pectinisecta är en rosväxtart som beskrevs av Per Axel Rydberg. Potentilla pectinisecta ingår i Fingerörtssläktet som ingår i familjen rosväxter. Utöver nominatformen finns också underarten P. p. comosa.